# La Chapelle-sur-Usson
La Chapelle-sur-Ussone ist eine französische Gemeinde im Département Puy-de-Dôme in der Region Auvergne-Rhône-Alpes (vor 2016 Auvergne) mit 86 Einwohnern (Stand 1. Januar 2022). Die Gemeinde gehört zum Arrondissement Issoire und zum Kanton Brassac-les-Mines (bis 2015 Jumeaux).

## Geographie
La Chapelle-sur-Usson liegt etwa 38 Kilometer südsüdöstlich von Clermont-Ferrand. An der nordöstlichen Gemeindegrenze verläuft das Flüsschen Parcelles. Umgeben wird La Chapelle-sur-Usson von den Nachbargemeinden Bansat im Norden und Nordwesten, Le Vernet-Chaméane mit Vernet-la-Varenne im Osten und Nordosten, Champagnat-le-Jeune im Süden und Südosten, Saint-Jean-Saint-Gervais im Süden, Esteil im Westen und Südwesten sowie Lamontgie im Nordwesten.

## Bevölkerungsentwicklung
| Jahr                       | 1962 | 1968 | 1975 | 1982 | 1990 | 1999 | 2006 | 2013 |
| Einwohner                  | 90   | 78   | 69   | 56   | 70   | 66   | 71   | 66   |
| Quellen: Cassini und INSEE |      |      |      |      |      |      |      |      |

## Sehenswürdigkeiten
- Kirche Saint-Julien